# Újvidéki AC
Az Újvidéki Athletikai Club (szerbül:Novosadski atletski klub (NAK)) egy megszűnt labdarúgócsapat, melynek székhelye Újvidék volt. 1941 és 1944 között három idényen át a magyar élvonalban szerepelt a csapat, legjobb eredménye egy hatodik helyezés még az 1943-44-es idényből. 1945-ben a második világháború után megszűnt a klub.

## Története
A klubot 1910-ben alapították, amikor Újvidék még az Osztrák–Magyar Monarchia területén volt található. Újvidéken ekkoriban három nagyobb csapat volt található: a főleg magyar nemzetiségű játékosokból álló Újvidéki AC, a szerbekből álló FK Vojvodina, illetve a helyi zsidó közösséget képviselő Juda Makabi. A klub 1911 és 1914 között a magyar másodosztályban versenyzett. Az első világháború után Újvidék a Jugoszláv Királyság része lett, és a klub a jugoszláv bajnokságokban kezdett el versenyezni. A klub egy alkalommal, az 1935–36-os idényben szerepelt az akkor kieséses rendszerű jugoszláv élvonalbeli bajnokságban, ahol egészen az elődöntőig jutottak. 1941 és 1944 között a klub folyamatosan a magyar élvonalban szerepelt, a csapatot ekkoriban vegyesen magyar, szerb és egyéb nemzetiségű játékosok alkották. A csapat legjobb szereplése az 1943-44-es idényben elért hatodik helyezés volt a bajnokságban. Az Újvidék ugyan két mérkőzést lejátszott az 1944-ben elindult, de négy forduló után végetért bajnokságban, viszont 1945-ben a labdarúgócsapat végleg megszűnt.

## Magyar élvonalbeli bajnoki szereplések
- Magyar labdarúgó-bajnokság

| Idény   | helyezés | Idény   | helyezés | Idény   | helyezés |
| ------- | -------- | ------- | -------- | ------- | -------- |
| 1941–42 | 12. hely | 1942–43 | 11. hely | 1943–44 | 6. hely  |

## Névváltozások
- 1910–1920 Ujvidéki Athletikai Club
- 1920–1941 Novosadski Atletski Klub
- 1941–1945 Újvidéki Athletikai Club

## Híres játékosok
* a félkövérrel írt játékosok rendelkeznek felnőtt válogatottsággal.
* a jugoszláv játékosok neve mellett zárójelben a korabeli magyar sajtóban használt neveik szerepelnek.
- Csillag János
- Hajdú János
- Hargitai Nándor
- Nemes Károly
- Schönfeld Lajos
- Somlai Rezső
- Szabó László
- Turay József
- Bela Šefer
- Edvard Platz (Platz Ede)
- Ivan Medarić (Mézes Iván)
- Josip Takač (Takács József)
- Jovan Marjanović (Máriás János)
- Jovica Jovanović (Jánosi György)
- Jožef Velker (Welker József)
- Lazar Živković (Zsoldos Lázár)
- Miloš Beleslin
- Pálfi Béla
- Silvester Šereš (Sörös Szilveszter)
- Stevan Jakuš (Jakus István)
- Veljko Avramović (Avar Velykó)

## Híres edzők
- Milorad Ognjanov
- Mészáros István

## Sikerek
NB I
- Hatodik hely: 1943-44

Jugoszláv labdarúgó-bajnokság (első osztály)
- Elődöntős: 1935-36